# Arnošt Kraus
Arnošt Vilém Kraus (4. listopadu 1859 Třeboradice – 16. dubna 1943 koncentrační tábor Terezín) byl univerzitní profesor germanistiky, literární historik, překladatel ze skandinávských jazyků a divadelní kritik židovského původu.

## Život

### Mládí a studia
Narodil se v Třeboradicích, v rodině Josefa Krause a jeho manželky Barbory, rozené Diamantové.
V roce 1905 se stal řádným profesorem germanistiky na Univerzitě Karlově v Praze. Základní vzdělání získal v židovské škole, středoškolské na pražském německém gymnáziu. Od roku 1879 studoval germanistiku na pražské univerzitě, studium ukončil roku 1883 doktorátem filozofických věd. Následně získal učitelskou kvalifikaci pro češtinu a němčinu.

### Rodinný život
Dne 5. září 1887 se na Královských Vinohradech oženil, manželka Jana, rozená Diamantová (1866–1943). Manželé Krausovi měli syna Jiřího Josefa (1895–1942) a dceru Miladu (1888–1961).

### Akademická kariéra
Po získání doktorátu se stal lektorem německého jazyka na Filozofické fakultě UK a na Vysoké škole technické v Praze. V roce 1886 se stal docentem germánské filosofie, mimořádným profesorem se stal v roce 1898 a řádným profesorem Karlovy univerzity v oboru německého jazyka a literatury 1905. Současně vyučoval na malostranské reálce a na gymnáziu v Žitné ulici.

### Závěr života, holocaust
V roce 1930 odešel do penze. Dne 20. 7. 1942 byl odtransportován do Terezína, kde 16. 4. 1943 zahynul,, jeho manželka Jana zemřela o měsíc dříve (20. 6. 1943), též v Terezíně. Syn JUDr. Jiří Kraus zahynul v Lodži 12. 5. 1942, jeho manželka Marie, rozena Kostarová (1903–1942) zemřela tamtéž.

## Dílo
Krausovým nejrozsáhlejším historickým dílem je třídílné Husitství v literatuře, zejména německé (1917–1925). Vydal edici německé básně Heinricha von Freiberg Jan z Michalovic (1888).

### Vlastní díla
- August Gottlieb Meissner (Česko, Athenaeum, 1889)
- Johannes Doktor Faust (Stará loutková hra o 5 jednáních, Na základě české tradice obnovili Arnošt Kraus a Jaroslav Vrchlický, Ilustroval Fr. Šnajberk, Praha, Máj, 189-? a 1904)
- Goethe a Čechy (V Praze, A.V. Kraus, v komisi u Bursíka a Kohouta, 1896)
- Meissnerův "Žižka" (k půlstoletému jubileu básně, Praha, A. Kraus?, 1896?)
- Christe ginâdô a Hospodine pomiluj ny (V Praze, nákladem Královské České Společnosti Nauk, 1897)
- O rolnících dánských (přednáška nekonaná dne 17. května 1900 na hospodářské výstavě v Praze, V Praze, Čas, 1900 a 1907)
- Pan Půta Potštýnský anebo Loupežníci u třetí brány anebo Turnaj pod Lipami a jeho následky anebo Spiknutí na Letné (velká rytířská komedie ze století desátého, napsána ve dvacátém a hrána až do třicátého, volně dle Šekspíra, Šilera a Kopeckého, složil Kudrna Vážný, V Potštýně, Okrašlovací spolek, 1901)
- První výlet českých rolníků do Dánska (Praha, Čas, Rosendorf, 1902)
- Stará historie česká v německé literatuře (Praha, Bursík & Kohout, 1902)
- Dánsko, jeho hmotná a duševní kultura (V Praze, J. Otto, 1908)
- První kniha německá pro školy střední (Praha, Bursík a Kohout, 1908, 1921, 1924)
- Pražské časopisy 1770-1774 a české probuzení (V Praze, Nákladem České akademie císaře Františka Josefa pro vědy, slovesnost a umění, 1909)
- Druhá kniha německá pro školy střední, Praha, Bursík a Kohout, 1910, 1921)
- Björnson a Ibsen (kurs šestipřednáškový, Praha, Otto, 1912)
- Třetí kniha německá pro školy střední (Praha, Bursík a Kohout, 1912 a 1921, 1925, 1926)
- Čtvrtá kniha německá pro školy střední (Praha, Bursík a Kohout, 1913 a 1921)
- Augustin Zitte (Praha, vl. nákl., 1914)
- Husitství v literatuře, zejména německé (Část I., Husitství v literatuře prvních dvou století svých, V Praze, Nákladem České akademie císaře Františka Josefa pro vědy, slovesnost a umění, 1917)
- Goethův článek o Musejníku (Praha : Č. ak. věd a umění, 1918?)
- Husitství v literatuře, zejména německé (Část II., Husitství v literatuře barokní a osvícenské, V Praze, Nákladem České akademie císaře Františka Josefa pro vědy, slovesnost a umění, 1918)
- Anti-Beer (duplika, Praha, nákl.vl., Řivnáč [distributor], 1921)
- Ještě jednou böhmisch a tschechisch (na obranu, Praha, nákl.vl., 1921)
- Goethe a Čechové (Praha, nákl. vl., 1922)
- Husitství v literatuře, zejména německé (Část III, Husitství v literatuře devatenáctého století, V Praze, nákladem České akademie věd a umění, 1924)
- Smetana v Göteborgu, Praha? J. Otto, 1925)
- Die sogenannte tschechische Renaissance und die Heimatdeutschen (Praha, Orbis, 1928)
- Vědecké metody pana prof. dra Frant. Mareše zvláště v otázce rukopisů (Kladno, J. Šnajdr, 1928)
- Theobald Höck (Praha, Královská česká společnost nauk, 1936)
- Alte Geschichte Böhmens in der deutschen Literatur (Překlad Eva Berglová a Carmen Sippl, St. Ingbert, Röhrig, 1999)

### Překlady
- České překlady Goethových děl (vl. nákl., 18--?)
- Kniha písní (Autor Heinrich Heine, přeložil A. Pikhart, úvod a poznámky napsal Arnošt Kraus, Praha, J. Otto, 1880, 1897 a 19--?)
- V srdci Asie - Deset tisíc kilometrů po neznámých cestách(Díl prvý, druhý, autor Sven Hedin, přeložili dr. Arnošt Kraus, dr. Jiří Guth, V Praze, Jos. R. Vilímek, 1904)
- Mína z Barnhelmu, nebo, Štěstí vojenské (veselohra o pěti dějstvích, autor Gotthold Ephraim Lessing ; přeložil Josef Kratochvíl ; literárně-historický úvod napsal Arn. Kraus, V Praze, Nákladem J. Otty, 1905
- Jaroslav Vrchlický (literární studie, napsal Alfred Jensen, autorisovaný překlad Arnošt Kraus, V Praze, J. Otto, 1906)
- Divoká kachna (činohra o pěti dějstvích, autor Henrik Ibsen, Praha, J. Otto, 1910)